# Gare de Grande-Synthe
Gare de Grande-Synthe vasútállomás Franciaországban, Grande-Synthe településen.

## Vasútvonalak
Az állomást az alábbi vasútvonalak érintik:
- Coudekerque-Branche–Fontinettes-vasútvonal

## Kapcsolódó állomások
A vasútállomáshoz az alábbi állomások vannak a legközelebb:
- Gare de Coudekerque-Branche
- Gare de Courghain